# Екатерина Каравелова
Вижте пояснителната страница за други личности с името Екатерина Каравелова.
 Екатерина Великова Пенева–Каравелова  е учредителка на Българския женски съюз, председателка на Българската секция към Международната женска лига за мир и свобода, една от създателките на Комитета за защита на евреите, съпруга на Петко Каравелов.

## Биография[2]
Екатерина Каравелова е родена на 21 октомври 1860 г. в Русчук, административен център на Дунавския вилает, в „болярската махала“ Вароша, като дъщеря на кожухаря Велико Пенев, преселил се от Арбанаси в крайдунавския град. Голяма роля за нейното бъдеще изиграва леля ѝ по бащина линия Кирияки Минкова, съпруга на известния русенски търговец Тодор Минков (вуйчо на Тодор Минков, собственик на Южнославянския пансион в град Николаев, Украйна). Тя се ползвала с авторитет сред русчушкото общество, финансирала благотворителното дружество „Добродетел“ и имала голямо влияние сред жените. Нейна е идеята да заведе 10-годишната Катя да учи в Русия.
През 1870 г. Екатерина Пенева напуска Русчук и след кратък престой в Южнославянския пансион в Николаев и в Левашевския пансион в Киев Тодор Минков я настанява в Москва, в дома на запасния генерал Всеволод Николаевич Лермонтов, чиято съпруга Елисавета Андреевна, родова аристократка от Петербург, е член на Славянското общество. Записват Катя в ІV Московска женска гимназия, която след осем години тя завършва със златен медал. Една от дъщерите на Лермонтови учи химия в Берлин и е приятелка на София Ковалевска, която учи математика. Бъдещата първа в света жена-професор (1884 г. в Стокхолмския университет) неведнъж гостува в московския дом на семейството и общува с Катя.
На 3 август 1878 г. Катя напуска Москва и се отправя към България. На 12 август пристига в Русе, ненавършила 17 години. В края на септември младата учителка пригодява стая в дома си и взема няколко деца от различни възрасти да ги учи, разпределяйки ги в три класа – подготвителен, първи и втори клас. Преподава им всички предмети, като и руски, френски и немски.
В края на учебната 1878/1879 г. Екатерина Пенева провежда изпит с учениците си, на който присъстват учители от Мъжката гимназия. Изпитът минава блестящо – въпреки лошия български език, широките познания на учителката и нейното старание са дали резултати.
През втората учебна година, 1879/1880, Екатерина Пенева е назначена за главна учителка на девическите класове, помещаващи се в Мъжката гимназия.

## Съдбоносна среща с Каравелови
През есента на 1878 г. Любен Каравелов се установява в Русе с печатницата си и живее в града до смъртта си. Брат му Петко Каравелов, при честите си посещения в града, навестява Екатерина и двамата разговарят с часове. Те се познават още от Москва, където той е бил студент.
На 4 октомври 1879 г. те си разменят годежни пръстени, а венчавката е определена за 13 януари 1880 г.
На 21 октомври 1879 г., рождения ден на Екатерина, се провеждат изборите за Първо обикновено народно събрание. Либералната партия печели мнозинство и Петко Каравелов от Търново заминава за София.
Двамата са венчани в русенската църква „Св. Троица“ от митрополит Григорий Доростолски и Червенски. След женитбата Екатерина Каравелова става съпричастна на идеалите и делото на съпруга си.

## Обществена дейност
В Русе тя остава до началото на юни 1880 г., когато Петко Каравелов става министър на финансите в правителството на Драган Цанков. В София става негова сътрудничка и секретарка.
От 26 юни 1884 г. Каравелов е министър-председател до 9 август 1886 г. На този пост той извършва най-голямото си политическо дело – Съединението на България. Вестта за Съединението заварва Екатерина Каравелова в Русе. През нощта на 6 срещу 7 септември русенци ѝ устройват шумна овация. На сутринта, по поръка на Петко Каравелов, тя се среща с Батенберг.
При окончателното си напускане на България, с последния си Манифест от 26 август 1886 г. Батенберг назначава за регенти Петко Каравелов, Стефан Стамболов и Сава Муткуров. Каравелов напуска на 1 ноември 1886 г. и е заменен от Георги Живков. Когато Петко и негови съмишленици са арестувани по време на русенския бунт на офицерите-русофили през февруари 1887 г., Екатерина Каравелова обикаля европейските дипломатически агенти в София с настойчива молба да се застъпят за затворниците. Намесата на дипломатите ги спасява, но омразата на стамболовистите срещу нея се засилва.
През 1891 г. Каравелов е обвинен за връзка с убийството на министър Белчев. Осъден от Военен съд, през 1892 г. е затворен в Черната джамия. Безогледната политическа борба не пощадява и съпругата му. На 30 ноември 1891 г. Екатерина Каравелова е поставена под домашен арест. На 10 февруари 1892 г. е изправена пред съда по обвинение за предателство, дето искала чуждо вмешателство, търсейки помощ от чуждите дипломати в България.
Стефан Стамболов нарежда да я осъдят на смърт. Съдебният заседател Калпакчиев, неуверен в нейната вина, се посъветвал с русенския митрополит дядо Григорий, който му казал да гласува по съвест, а не както е заповядал Стамболов. Това и блестящата защита на доктора по право Константин Стоилов я спасява от бесилката. Докато трае процесът, за да може да преживява, Екатерина Каравелова се преселва с децата си в Русе, където остава две години, работейки като учителка.
През 1901 г. Петко Каравелов за трети път става министър-председател и Екатерина Каравелова отново е учителка в Първа софийска девическа гимназия, където работи до смъртта на съпруга си на 24 януари 1903 г.
Въпреки тежката загуба, продължава да взема дейно участие в обществения и културния живот на страната. След жестоката разправа с Илинденското въстание, Каравелова застава начело на женски комитет за освобождаване на девойки-боркини от турските зандани; взема участие в свиканата на 28 март 1904 г. в Лондон „Македонска конференция“ под председателството на Джеймс Брайс и Ноел Бъкстон.
По време на Балканските войни (1912 г. – 1913 г.) Екатерина Каравелова е главна медицинска сестра във Военното на Н.В. училище. По време на Първата световна война тя се грижи за ранените и болните.
След Ньойския диктат на 24 септември 1919 г. изготвя протеста, който Българският женски съюз изпраща до женските съюзи в чужбина. На конгреса на лигата в Дъблин горещо защитава националната кауза на своя народ; в продължение на 25 години е председателка на Българския женски съюз. Представлява България на ІV конгрес на Международната женска лига за мир и свобода (1 – 7 май 1924 г. във Вашингтон). След връщането си изнася беседи, посветени на борбата за мир в цялата страна. През октомври 1924 г. има беседа и в родния си град Русе. През 1925 г. е избрана за председателка на българската секция към Международната женска лига за мир и свобода.
През 1926 г. към българската секция се пресъединява Македонският женски съюз, организация на жените бежанци от областта Македония, установили се в България.
По време на многобройните си пътувания в Европа и САЩ, Екатерина Каравелова непрестанно и неуморно работи за българската кауза.
През 1935 г. Екатерина Каравелова е избрана за председател на Съюза на българските писатели.

## Участие в Комитет за защита на евреите
Екатерина Каравелова участва най-активно в създаването на Комитет за защита на евреите в Германия, заедно с писателя Антон Страшимиров, проф. Асен Златаров, проф. Петко Стайнов и др. Тогавашните вестници „Мир“ и „Слово“ публикуват статии срещу изградения комитет, като пишат, че не е работа на България, още повече на отделни граждани, да се бъркат в делата на велика Германия. На 3 юли 1933 г. е осуетено събрание, на което лектори са Екатерина Каравелова и Антон Страшимиров.
Със Закон за защита на нацията (в сила от 23 януари 1941 г.) се уреждат обществените отношения, свързани със статута на тайните организации, лицата от еврейски произход, тяхното имущество, противонационалните и съмнителни прояви по време на Втората световна война.
През август 1942 с Указ е установен по-строг режим за евреите и е създадено Комисарство по еврейските въпроси (КЕВ), начело с Белев. Оттогава българските евреи са принудени да носят жълта звезда на гърдите си, къщите и магазините са маркирани със знаци.
Митрополит Стефан издейства тези ограничения да не важат за всички покръстени евреи. На 2 март 1943 г. кабинетът одобрява с поверителен Указ № 127, даващ инструкции на КЕВ да депортира извън границите на страната, в съгласие с германските власти, до 20 000 евреи, живущи в освободените земи. Когато са узнали по неофициален път за тайния план, подпредседателят на камарата Пешев и други членове на парламента, решават да действат незабавно. На 9 март сутринта, те се срещат в кабинета на Димитър Пешев с Яко Барух, полковник Аврам Таджер (най-висшия български офицер–евреин) и с други еврейски водачи, които се съгласяват да повдигнат въпрос пред Народното събрание още същата вечер. На 21 май 1943 година софийските евреи получават заповеди за изселване, даващи им три дни срок да напуснат столицата. Една група от опозиционни деятели, водени от Мушанов, Казасов, Велчев, Буров, Петков и Георгиев, изпращат протестно писмо до правителството. Еврейски водачи влизат в контакт със секретаря на цар Борис III (Ханджиев), и с вдовицата на стария държавник Петко Каравелов (Екатерина Каравелова), които обещават да говорят с царя. Митрополит Стефан и неговите колеги от Светия синод обещават своята пълна подкрепа. Каравелова се опитва да направи незабавна среща с цар Борис ІІІ, но той е в ловната си хижа в Рила. По съвет на митрополит Стефан, главният равин д-р Ашер Хананел води неколцина делегати в дома на Екатерина Каравелова, където заедно написват петиция до царя. Накрая тя добавя няколко реда с текст: „Синко, и ти си баща, не прави никому зло“. Всички я подписват, след което отиват и молят княгиня Евдокия, папския наместник – монсеньор Джузепе Мацоли и католическите свещеници на царица Йоанна (известни със симпатиите си към евреите) да подкрепят петицията.

## Творчество
Екатерина Каравелова се отдава и на писателска дейност. Пише политически фейлетони, литературна критика, преводи. На страниците на в. „Търновска конституция“ излизат нейните подлистници под различни псевдоними. Владее руски, френски и немски. Превежда Толстой, Достоевски, Юго, Мопасан, Флобер, Дикенс и др. През 1889 г. Петко Каравелов под псевдонима Камен Чернев основава „Библиотека Св. Климент“. Две трети от преводите там са на Екатерина Каравелова. За памфлетите на Пол-Луи Курие тя пише и обстойна историко-литературна характеристика. Към „Егмонд“ на Гьоте дава критически анализ на драмата.

## Семейство
Петко и Екатерина Каравелови имат три деца – първата дъщеря, Радка, умира ненавършила 3-годишна възраст; втората, Виола (1884 – 1934), угасва с помрачено съзнание след безследното изчезване на съпруга ѝ, журналиста и общественика Йосиф Хербст; третата, Лора (1886 – 1913), загива от куршум, последвана от съпруга си, поета Пейо Яворов.
Преживяла съпруг и три деца, личната съдба на Екатерина Каравелова е като антична трагедия.
Близо 25 години тази неизтощима българка е в центъра на политическия живот в България. След първата национална катастрофа, когато България е в изолация, Каравелова заминава за Русия, където използва личните си връзки с управляващите среди за възстановяване на добрите отношения между двете страни. След втората национална катастрофа тя се заема да облекчи участта на хилядите български заложници.

## Отличия и признание
Екатерина Каравелова е носителка на много държавни и международни отличия.
- Носителка на орден „За човеколюбие“
- Орден „За Гражданска заслуга“ I степен
- Орден „За култура и изкуство“ – сребърен
- Възпоменателен кръст „За независимостта на България 1908 година“
- Два пъти наградена с медал „Червен кръст“
- и много други знаци и шифри с вензели.

Екатерина Каравелова умира на 1 април 1947 г. и е погребана по личното разпореждане на Георги Димитров при съпруга си Петко Каравелов. Гробът се намира зад апсидата на православния храм „Свети Седмочисленици“ (бившата така наречена Черна джамия).
Името на Екатерина Каравелова носят дружества, улици, училища, читалища в редица населени места в България и в чужбина, както и морският нос Екатерина Каравелова в Антарктика.